# BMW 319
La 319 è un'autovettura di fascia alta prodotta dal dicembre 1934 alla primavera 1937 dalla Casa automobilistica tedesca BMW.

## Storia e profilo

### Debutto
Questo nuovo modello della Casa dell'Elica nacque inizialmente con la denominazione commerciale di 319/1 e venne intesa come versione più brillante della roadster 315/1, dalla quale venne mutuata, con alcune modifiche di dettaglio, la carrozzeria sportiva a due posti. Il suo debutto commerciale si ebbe nel dicembre 1934, anche se quasi unanimemente si tende a considerarla come un modello del 1935, visto che le prime consegne si ebbero a partire dal mese di gennaio di quell'anno.

### Caratteristiche
L'architettura meccanica della 319/1 era di tipo molto classico, come anche tutte le BMW dell'epoca (e non solo), quindi con motore anteriore longitudinale e trazione posteriore. Il telaio e la meccanica erano gli stessi dei modelli 303, 309 e 315. La vettura prendeva quindi le sue forme a partire da un telaio in acciaio a longheroni e traverse scatolate, con carrozzeria in misto legno e acciaio. Le sospensioni erano a ruote indipendenti davanti e ad assale rigido dietro, mentre l'impianto frenante era a quattro tamburi, dei quali quelli posteriori erano entrobordo. Per il motore si optò per una versione rialesata del 6 cilindri da 1.5 litri già presente sulla 315. Il risultato fu un nuovo propulsore da 1911 cm³ in grado di erogare una potenza massima di 55 CV a 4500 giri/min. Tale motore disponeva, come peraltro il 1.5 di origine 315 da cui derivava, di distribuzione a valvole in testa e di alimentazione a tre carburatori Solex. La trasmissione si avvaleva di frizione monodisco a secco e di un cambio a 4 marce.
Esternamente, la 319/1 si riconosceva dalla 315/1 solamente per i tre listelli cromati ai lati del cofano. Per il resto, la carrozzeria era pressoché identica, anche nelle più potenti versioni roadster.

### Carriera commerciale
Dopo l'avvio della sua commercializzazione, la 319/1 e la 315/1 cominciarono quindi la loro carriera commerciale parallelamente, anche se il modello di cilindrata inferiore disponeva già di una gamma molto più completa in quanto presente a listino già da qualche mese.
Fu solo qualche mese dopo il suo lancio che, analogamente a quanto già compiuto con la 315, la gamma si espanse in altre varianti di carrozzeria, guarda caso, le stesse già proposte per il modello di cilindrata inferiore. Comparvero quindi le versioni berlina, trasformabile, torpedo e due varianti di cabriolet (a due o a quattro posti), più la possibilità di avere il telaio nuddo da carrozzare secondo le esigenze del cliente. In queste nuove varianti di carrozzeria, la potenza massima venne ridotta a 45 CV grazie all'eliminazione di uno dei tre carburatori presenti nella roadster e, analogamente alla gamma 315, la denominazione commerciale fu semplicemente 319.
La velocità massima era di 115 km/h sulle versioni berlina e cabriolet, mentre la 319/1 raggiungeva una punta massima di 130 km/h. In entrambi i casi si trattava comunque di punte velocistiche finalmente concorrenziali e in grado di misurarsi più che degnamente con le rivali dell'epoca. Le prestazioni entusiasmanti spinsero la Casa a impiegare la 319/1 in svariate competizioni, dove la roadster tedesca non mancò di conquistare anche qualche notevole successo. Durante il 1936, alla 319 fu affiancata la 329, dotata di una carrozzeria più moderna, stiisticamente derivata dalla 326, ma con carrozzeria a due porte e soprattutto con telaio e meccanica della 319. Alla fine dello stesso anno, la 319/1 fu tolta di produzione, per essere sostituita dalla celeberrima BMW 328, mentre le altre 319 le sopravvissero di un anno, per essere poi definitivamente sostituite dalla BMW 320.